# Rebekah Gardner
Rebekah Jasmine Gardner (Palm Springs, 9 luglio 1990) è una cestista statunitense, professionista nella WNBA.

## Carriera
Ha disputato due stagioni con l'Uni Girona (2021-2023).

## Statistiche

### College
| Anno      | Squadra     | PG  | PT | MP   | TC%  | 3P%  | TL%  | RP  | AP  | PRP | SP  | PP   |
| --------- | ----------- | --- | -- | ---- | ---- | ---- | ---- | --- | --- | --- | --- | ---- |
| 2008-2009 | UCLA Bruins | 31  | -  | 13,7 | 34,6 | 34,6 | 76,9 | 1,8 | 0,3 | 0,6 | 0,2 | 4,4  |
| 2009-2010 | UCLA Bruins | 34  | 7  | 20,0 | 41,4 | 30,0 | 83,3 | 2,1 | 0,9 | 1,4 | 0,7 | 6,9  |
| 2010-2011 | UCLA Bruins | 32  | 11 | 21,0 | 42,7 | 35,4 | 75,0 | 3,3 | 1,0 | 1,3 | 0,3 | 7,9  |
| 2011-2012 | UCLA Bruins | 30  | 30 | 34,3 | 41,5 | 26,3 | 73,5 | 6,4 | 2,1 | 2,0 | 0,1 | 15,9 |
| Carriera  | Carriera    | 127 | 48 | 22,1 | 40,8 | 30,6 | 76,0 | 3,3 | 1,1 | 1,3 | 0,3 | 8,7  |

### WNBA

#### Regular Season
| Anno     | Squadra     | PG | PT | MP   | TC%  | 3P%  | TL%  | RP  | AP  | PRP | SP  | PP  |
| -------- | ----------- | -- | -- | ---- | ---- | ---- | ---- | --- | --- | --- | --- | --- |
| 2022     | Chicago Sky | 35 | 2  | 21,7 | 54,2 | 35,7 | 80,0 | 3,3 | 1,3 | 1,4 | 0,5 | 8,4 |
| 2023     | Chicago Sky | 3  | 0  | 19,7 | 42,9 | 60,0 | 100  | 3,7 | 2,3 | 2,0 | 0,3 | 7,0 |
| Carriera | Carriera    | 38 | 2  | 21,6 | 53,5 | 38,3 | 81,8 | 3,3 | 1,3 | 1,4 | 0,5 | 8,3 |

## Palmarès
- WNBA All-Rookie First Team (2022)